# Lawson Health Research Institute
Das Lawson Health Research Institute  ist ein großes Forschungsinstitut für Gesundheitsforschung in London, Ontario, Kanada. Das Institut befindet sich in der gemeinschaftlichen Trägerschaft des London Health Sciences Centre und St. Joseph's Health Care, in London, Ontario und der University of Western Ontario. 2008 arbeiteten 1.200 Forscher, Techniker und weiteres Personal für das Institut. Das Institut erhielt private Forschungsgelder von mehr als 60 Millionen Can $.

## Forschungsbereiche
Forschungsbereiche sind unter anderem:
- Aging, Rehabilitation und Geriatrie
- Krebs und Krebstherapien
- Kinderkrankheiten
- Psychohygiene
- Neurologische Erkrankung
- Chirurgie
- Transplantation
- Gefäßchirurgie